# Convento de las Comendadoras de Alcántara (Brozas)
El convento de San Pedro de las Comendadoras de Alcántara es un edificio histórico del siglo XVI ubicado en la villa española de Brozas, en la provincia de Cáceres. Fue fundado como convento para las monjas comendadoras de la Orden de Alcántara, quienes lo ocuparon hasta su exclaustración en 1836. Desde principios del siglo XXI, la iglesia conventual es el auditorio municipal de Brozas.
Se ubica en el cruce de las calles San Pedro y Aldehuela, frente a una de las esquinas del castillo de la villa. El edificio forma parte desde 2016 del conjunto histórico bien de interés cultural de la villa de Brozas.

## Historia
Bajo la advocación de San Pedro, fue fundado por Pedro Gutiérrez Flores, sacristán mayor de la Orden de Alcántara, sobre una construcción anterior que podría haber sido Convento de la Madre de Dios, fundado por el capitán Antonio de Lebrija, nieto del gramático Elio Antonio de Lebrija. Fue el segundo y último convento establecido para albergar a las freiras de la Orden de Alcántara, tras el convento del Sancti Spíritu de Alcántara. El templo conventual es de la primera mitad del siglo XVI, si bien la nave del templo fue reconstruida en el siglo XVIII. El convento funcionó hasta 1836, cuando fue exclaustrado en la desamortización de Mendizábal.
A finales del siglo XX, la Caja de Extremadura adquirió la iglesia conventual para poder restaurarla y cederla al Ayuntamiento de Brozas, tras haber estado un largo tiempo destinada a lechería y ocupada por vacas. La rehabilitación comenzó en 1999 y a partir de ella se destinó la iglesia conventual a auditorio municipal. Otras partes del complejo estaban segregadas desde la desamortización y a principios del siglo XXI han estado destinadas a vivienda particular, centro municipal de educación infantil, sede municipal para asociaciones y oficina local del SEXPE; la parte más conocida en la localidad en los siglos XIX y XX había sido la llamada "casa de las freiras", que desde 1844 fue escuela y estuvo durante cincuenta años del siglo XX dirigida por monjas carmelitas.

## Descripción
La fachada está realizada en sillería de granito y muestra como elemento de mayor interés la portada, de traza renacentista, formada por un arco de medio punto enmarcado por sendas pilastras y plintos, sobre los que se situaban dos pares de columnillas corintias, hoy desaparecidas, que soportaban el entablamento. En las enjutas del arco aparecen dos medallones con efigies en altorrelieve. El conjunto se completa con una hornacina con bóveda de cuarto de esfera gallonada, encuadrada en pilastras que soportan un frontón triangular. Dicha portada es obra de Guillén Ferrant.
Más allá del templo conventual, el resto del convento ha llegado hasta la actualidad muy transformado. Únicamente se conservan algunas dependencias como el claustro, el refectorio y la sala capitular. Pueden leerse citas y lemas del gramático Elio Antonio de Lebrija en varios letreros e inscripciones ubicados en el complejo.